# إيهام الخيالات المرئية

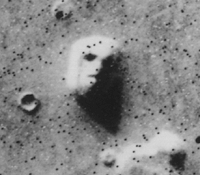
صورة فضائية لتشكيل جيولوجي في سيدونيا (المريخ) بالمريخ، غالباً ما تسمى "وجه على المريخ". لاحقاً اُلتقطت صور من زوايا أخرى لا يظهر فيها شكل الوجه.

إيهام الخيالات المرئية (Pareidolia) هي ظاهرة نفسية يستجيب فيها العقل لمحفز عشوائي، عادة ما يكون صورة أو صوتا، بإدراك نمط مألوف بالرغم من أنه لا يوجد أي شيء.
مثل تخيل صور للحيوانات في السحاب، رؤية وجه رجل في سطح القمر، أو سماع أصوات خفية في التسجيلات عند تشغيلها عكسياً، أو أرنب القمر.

## تفاسير
يمكن أن تجعل الباريدوليا الناس يفسرون الصور العشوائية، أو أنماط الضوء والظل، على أنها وجوه. وجدت دراسة لتخطيط الدماغ المغناطيسي عام 2009 أن الأشياء التي يُنظر إليها على أنها وجوه تثير تنشيطًا مبكرًا (165 مللي ثانية) لباحة الوجه المغزلي في وقت وموقع مشابهين لتلك التي تثيرها الوجوه، في حين أن الأشياء الشائعة الأخرى لا تثير مثل هذا التنشيط. يتشابه هذا التنشيط مع وقت أسرع قليلًا (130 مللي ثانية) يُلاحظ لدى رؤية صور وجوه حقيقية. يقترح المؤلفون أن إدراك الوجه الذي تثيره الأشياء الشبيهة بالوجه هو عملية باكرة نسبيًا، وليست ظاهرة إعادة تفسير معرفية متأخرة. أظهرت دراسة التصوير بالرنين المغناطيسي الوظيفي (fMRI) في عام 2011 بالمثل أن العرض المتكرر لأشكال بصرية جديدة تم تفسيرها على أنها ذات مغزى أدى إلى انخفاض استجابات الرنين المغناطيسي الوظيفي للأجسام الحقيقية. تشير هذه النتائج إلى أن تفسير المحفزات الغامضة يعتمد على عمليات مشابهة لتلك التي تثيرها الأشياء المعروفة.
تساعد هذه الدراسات في تفسير سبب تحديد الناس عمومًا لدائرة وبعض الخطوط على أنها «وجه» بهذه السرعة وبدون تردد. (في الأشخاص المصابين بالتوحد، كان يُعتقد أن العدد الأقل من العصبونات المرآتية أو العصبونات المرآتية التي لا تعمل بشكل صحيح قد يعني أن كل شيء يُستقبل على أنه كيان ما. لا يبدو الآن أنها عصبونات مرآتية ولكن من الواضح أن هناك اختلافات في الإدراك لدى الأشخاص المصابين بالتوحد. الأشخاص غير المصابين بطيف التوحد يدركون الوجه بسرعة وبدون تردد) يتم تنشيط العمليات المعرفية بواسطة شيء «يشبه الوجه» ينبه المراقب إلى كل من الحالة العاطفية وهوية الشخص، حتى قبل أن يبدأ العقل الواعي بمعالجة المعلومات أو حتى تلقيها. على الرغم من بساطته، يمكن «للوجه ذي العصي» أن ينقل معلومات الحالة المزاجية وأن يسترعي الإشارة إلى المشاعر كالسعادة أو الغضب. يُفترض أن هذه القدرة القوية والخفية هي نتيجة دهور من الانتقاء الطبيعي لصالح الأشخاص الأكثر قدرة على التعرف بسرعة على الحالة العقلية، كتهديد الأشخاص، وبالتالي توفير فرصة للفرد للهرب أو الهجوم بشكل استباقي. هذه القدرة، على الرغم من تخصصها العالي في معالجة المشاعر البشرية والتعرف عليها، تعمل أيضًا على تحديد سلوك الحياة البرية.

## الأمثلة الدينية
تتعدد الأمثلة ذات الطابع الديني لهذه الظاهرة. تتضمن مثلاً رؤية وجه المسيح أو السيدة العذراء أو لفظ «الله». في سبتمبر 2007، وفيما يسمى بظاهرة شجرة القرد، رأى البعض وجه قرد في جذع شجرة مما أدى بالناس لتقديم الولاء للاله القرد.

## التنجيم
تضمنت العديد من ممارسات التنجيم في أوروبا قديماً استخدام تفسير الأشكال الظاهرة في ظلال الأشياء مما يندرج تحت مسمى ظاهرة الباريدوليا

## الحفريات
تعد سلسلة الأبحاث التي نشرها العالم الياباني كونوسوكي أوكامورا بداية من عام 1977 لعام 1980 والتي حصل على جائزة اگنوبل وهي المقابل الساخر لجائزة نوبل. تعد هذه الأبحاث مثال على ظاهرة البارادوليا حيث وصف في أبحاثه نظرية أن الإنسان لم يتغير خلال العصور القديمة الا في الحجم حيث ازدادت أحجامنا من 3.5 ملم إلى 1700 ملم بناء على الأشكال التي رآها في أحجار الجير من العصر السيلوري والتي ادعي انها أشخاص دقيقة.

## اختبارات موضوعية
يعد اختبار بقعة الحبر مثال واضح على هذه الظاهرة حيث يرى الشخص شكلاً في بقعة الحبر قد يختلف كل من المشاركين فيه كل تبعاً لحالته العقلية

## الفائدة التطورية للبارادوليا
يرى كارل ساجان (عالم فضاء وكاتب أمريكي) أن هذه الظاهرة نشأت لتساعد البشر على التعرف على الوجوه البشرية في جزء من الثانية، الأمر الذي يعد مفيدا من وجهة نظر تاريخية وتطورية حيث أن البشر بحاجة للتعرف على الحلفاء والأعداء في سرعة ودقة.

## الحالات المرضية
هناك بعض الحالات قد يفقد فيها الشخص قدرته على التعرف على الوجوه كما في حالة بعض الامور الخاضعة للمرضى النفسيين مما يتحد بعض الشيء في الانشقاق الفكري الداخلي لدورة حياة المخ الأورام والجلطة الدماغية فيما يعرف ب البروسباجانوسيا